# Mamadou Bagayoko
Mamadou Bagayoko (31 de dezembro de 1989) é um futebolista profissional marfinense que atua como defensor.

## Carreira
Mamadou Bagayoko representou a Seleção Marfinense de Futebol, nas Olimpíadas de 2008. 